# Liste der Patriarchen von Alexandria
Die Liste umfasst die Patriarchen von Alexandria bis zur Kirchenspaltung nach dem Konzil von Chalcedon. Die Liste der koptischen Päpste und die Liste der griechisch-orthodoxen Patriarchen von Alexandria setzen diese Liste fort.
1. Marcus I., der Evangelist (43–63)
2. Anianus (61–82)
3. Avilius (83–95)
4. Kedron (96–106)
5. Primus (106–118)
6. Justus (118–129)
7. Eumenes (131–141)
8. Marcus II. (142–152)
9. Celadion (152–166)
10. Agrippinus (167–178)
11. Julianus (178–189)

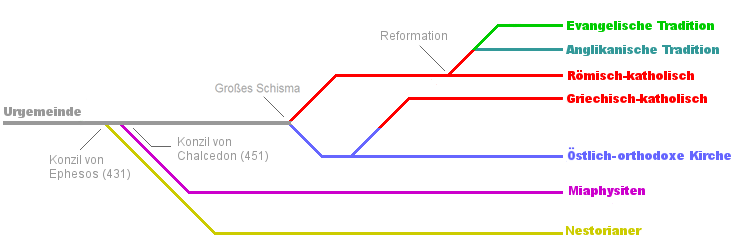
Entwicklung des Christentums, insbesondere das Schisma nach dem Konzil von Chalcedon

12. Demetrius (189–232), erster historisch fassbarer Bischof von Alexandria.
13. Heraclas (232–248)
14. Dionysius (248–264)
15. Maximus (265–282)
16. Theonas (282–300)
17. Petros I. (300–311)
18. Achillas (312)
19. Alexander I. (313–328)
20. Athanasius I. (328–373)
  1. Pistus (336 oder 338), Arianer
  2. Gregorius (339 oder 341–344 oder 348), Arianer
  3. Georgius (357–361), Arianer
  4. Lucius (365–373), Arianer
21. Petros II. (373–380)
  1. Lucius, (erneut) (375–378), Arianer
22. Timotheus I. (380–384)
23. Theophilus I. (384–412)
24. Cyrillus I. (412–444)
25. Dioscorus I. (444–451)
26. Proterius (451–457)
27. Timotheus II. Aelurus (457–460 u. 475–477)
28. Timotheus III. Salophaciolus (460–475)